# Траоре, Бубакар
Бубакар Траоре — малийский блюзовый певец и гитарист, автор песен.

## Биография

### 1963—1968. Ранняя слава
Бубакар родился в 1942 г. в Каес на северо-западе Мали. В юности, играя в футбол, он получил прозвище «Кар-кар» («лови» на одном из местных языков), из-за того, что слишком часто обводил соперников. В конце 50-х годов старший брат, занимавшийся в 1950-х годах на Кубе музыкой, научил его игре на гитаре. Первоначально он находился под влиянием североамериканского блюза, афро-кубинской, арабской музыки, местного стиля под названием kassonké. Смешение данных стилей вскоре привело его к созданию собственного, оригинального стиля игры.
В 1961 году он покидает Каес и начинает работать портным в Бамако. В 1963 году на «Радио Мали» появляются восемь его песен на французском и манинке. «Mali Twist», «Kar Kar Madison», «Kayes Ba», «Sunjata» быстро становятся популярными. В мелодии их припевов имеется сходство с популярным тогда на Западе твистом, несмотря на то, что Бубакар исполняет их в сопровождении гитары и перкуссии. На концертах певец часто появляется в чёрной кожаной куртке наподобие Элвиса Пресли и Чака Берри.
Каждое утро «Mali Twist» раздаётся по радио, становясь символом независимой с 1960 года Мали. Несмотря на огромную популярность, Траоре не делает никаких записей и имеет весьма скромный доход. В 1968 году в Мали происходит государственный переворот. Творчество Бубакара попадает под запрет.
В 1967 году Бубакар женится и переезжает обратно в Каес. Он возвращается к прежней работе портного, начинает заниматься сельским хозяйством. Популярность его угасает. Многие начинают думать, что он уже умер.

### 1987 — настоящее время. Международное признание
В 1987 году во время подготовки к телерепортажам Бубакара случайно обнаруживают журналисты и приглашают сняться на телевидении. В 1989 году во время очередных родов умирает его жена. Бубакар остаётся один с шестью детьми. Он переезжает во Францию и работает там на стройке, давая по вечерам концерты для мигрантов.
В это же время британский продюсер обнаруживает магнитофонные записи его радиовыступлений начала 60-х годов. Заинтересовавшись, он находит Траоре и подписывает с ним контракт. В 1990 году выходит первый альбом Бубакара — «Mariama». Далее следует успешный тур по 27 городам Великобритании. С гастролями Траоре объезжает Европу, Африку, Северную Америку.
В 1996 году бельгийский писатель Лиеве Йорис пишет о Бубакаре в своей книге «Mali Blues». По данной книге французским режиссёром Жаком Сарасином в 2001 году снимается фильм о Траоре под названием «Je chanterai pour toi» — «Я пою для вас». В 2005 году фильм выходит на DVD. Также Бубакар снимается вместе с другими блюзовыми исполнителями в фильме «Au Coeur Du Blues» Луи Муше (2001).
В 2005 году при поддержке Кристиана Муссе, директора фестиваля Musiques Métisses d’Angoulême (Angoulême Cross-Cultural Music Festival), Траоре выпускает альбом «Kongo Magni». Муссе помогает ему выпустить и следующий альбом — «Mali Denhou» 2010 года. Как правило, Траоре использует в своих песнях лишь несколько инструментов: гитару, губную гармошку, ударные с характерным звуком, похожим на стук по пустым сосудам. Песни исполняются на французском и нескольких африканских языках.
В феврале 2015 года Бубакар выпускает альбом «Mbalimaou» — «Мои братья». Несмотря на возраст, он по-прежнему активно гастролирует по Франции и всему миру.
После американского турне, в конце весны 2017 года, Траоре вновь возвращается на родину блюза — Луизиану. Там он записывает альбом «Dounia Tabolo», попытавшись совместить западноафриканскую музыку с американским блюзом. Помимо музыкантов из его команды - Винсента Бухера (губная гармоника) и Аллассана Самаке (ударные), в работе на студии Staffland принимают участие скрипач-каджун Седрик Уотсон, блюзовый гитарист Кори Харрис и певица-виолончелистка Лейла МакКалла. В ноябре 2017 года альбом выходит в свет.

## Дискография
- 1990 Mariama, Stern’s UK
- 1991 Kar Kar, Stern’s UK
- 1995 Les enfants de Pierette, Revue Noire — vergriffen
- 1996 Sa golo, Label Bleu F
- 1999 Maciré, Label Bleu F
- 2002 Je chanterai pour toi, Marabi F
- 2005 Kongo Magni, Marabi F
- 2011 Mali Denhou, Lusafrica
- 2015 Mbalimaou, Lusafrica
- 2017 Dounia Tabolo, Lusafrica